# 圣加大肋纳堂 (塞维利亚)
圣加大肋纳堂（西班牙語：Iglesia de Santa Catalina）是一座罗马天主教教堂，位于西班牙塞维利亚，建于14世纪。1912年公布为西班牙文化财产。

## 历史
最初的教堂建于13世纪或14世纪的某个时候，在1356年的地震之后，重建了目前的教堂，随着时间的推移进行了扩建。在对该地区进行考古发掘期间，确认了该教堂建于一座原清真寺的遗址上，并认为钟楼是一座再利用的叫拜楼。这座教堂尽管多年来已经翻修了好几次，但还是展示了哥特式建筑和穆德哈尔建筑建筑两者的特点。
在正立面附近，有圣加大肋纳堂区公墓的十字架，它最初位于圣加大肋纳广场（今天的Plaza de los Terceros广场）。
1923年至1930年间，市政建筑师胡安·塔拉韦拉·埃雷迪亚（Juan Talavera y Heredia）指导的修复工程，最后安装了来自圣路济亚堂（Iglesia de Santa Lucía）的14世纪的哥特式立面，覆盖了圣加大肋纳堂原来的穆德哈尔式大门。

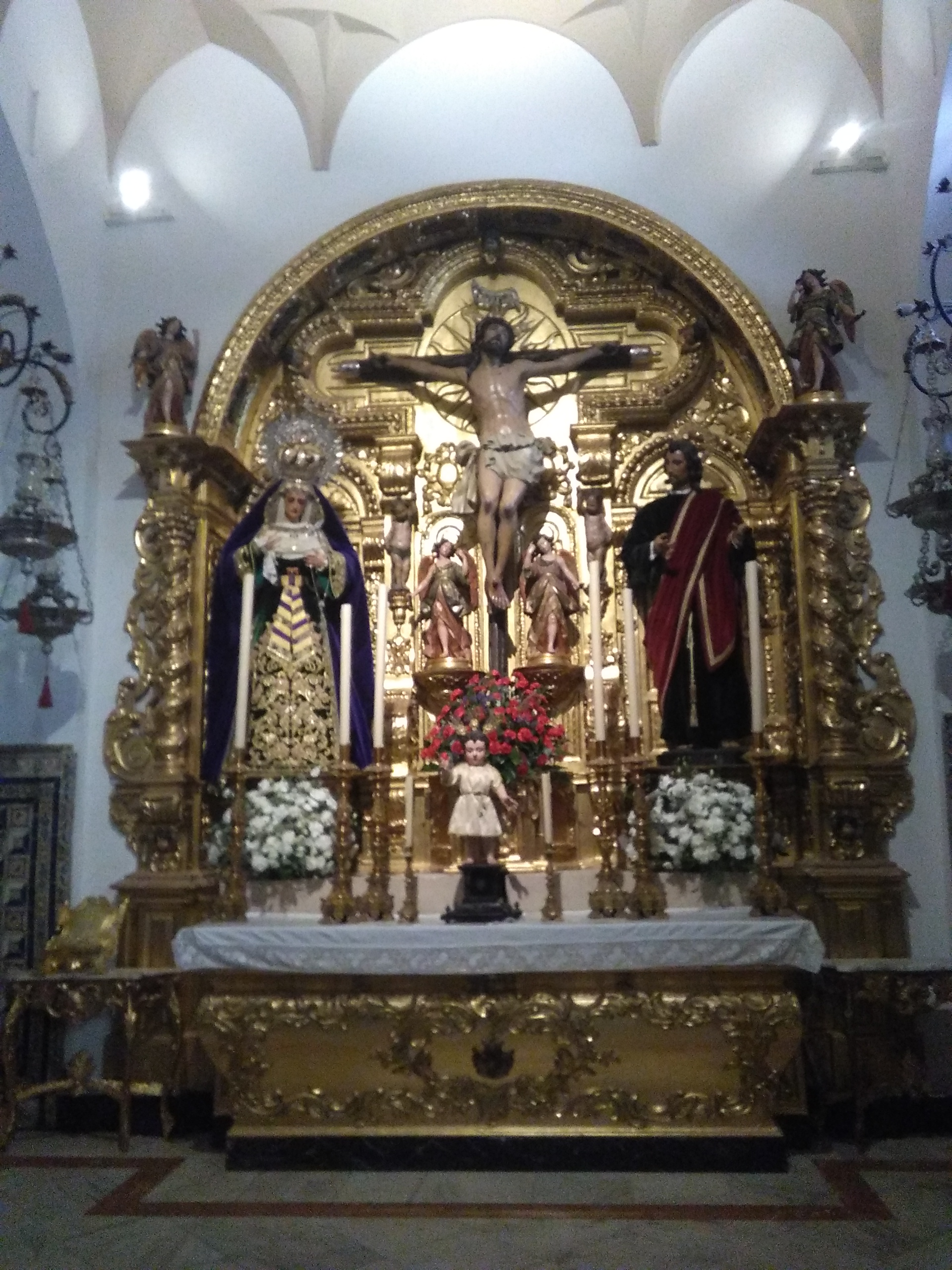
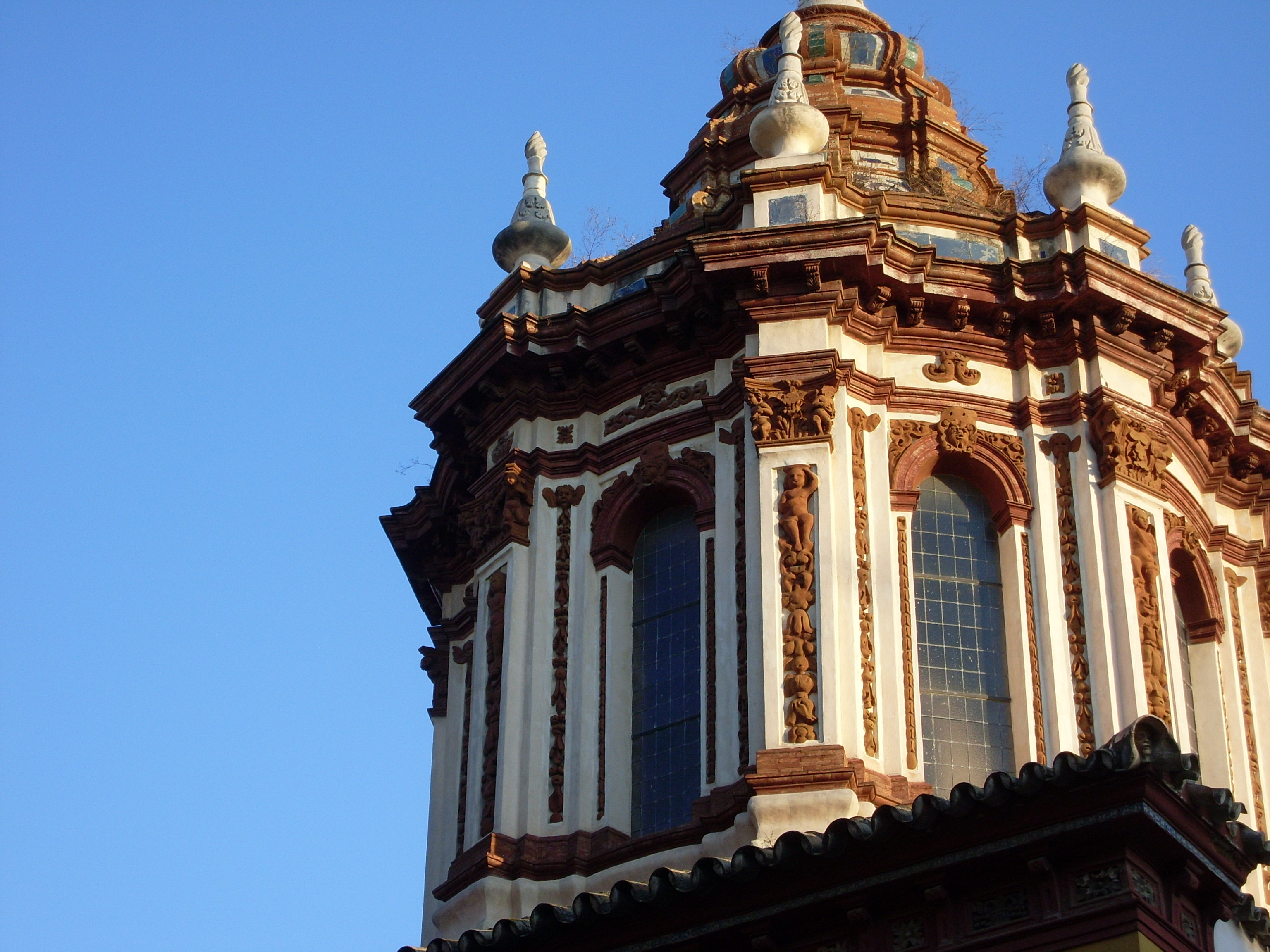
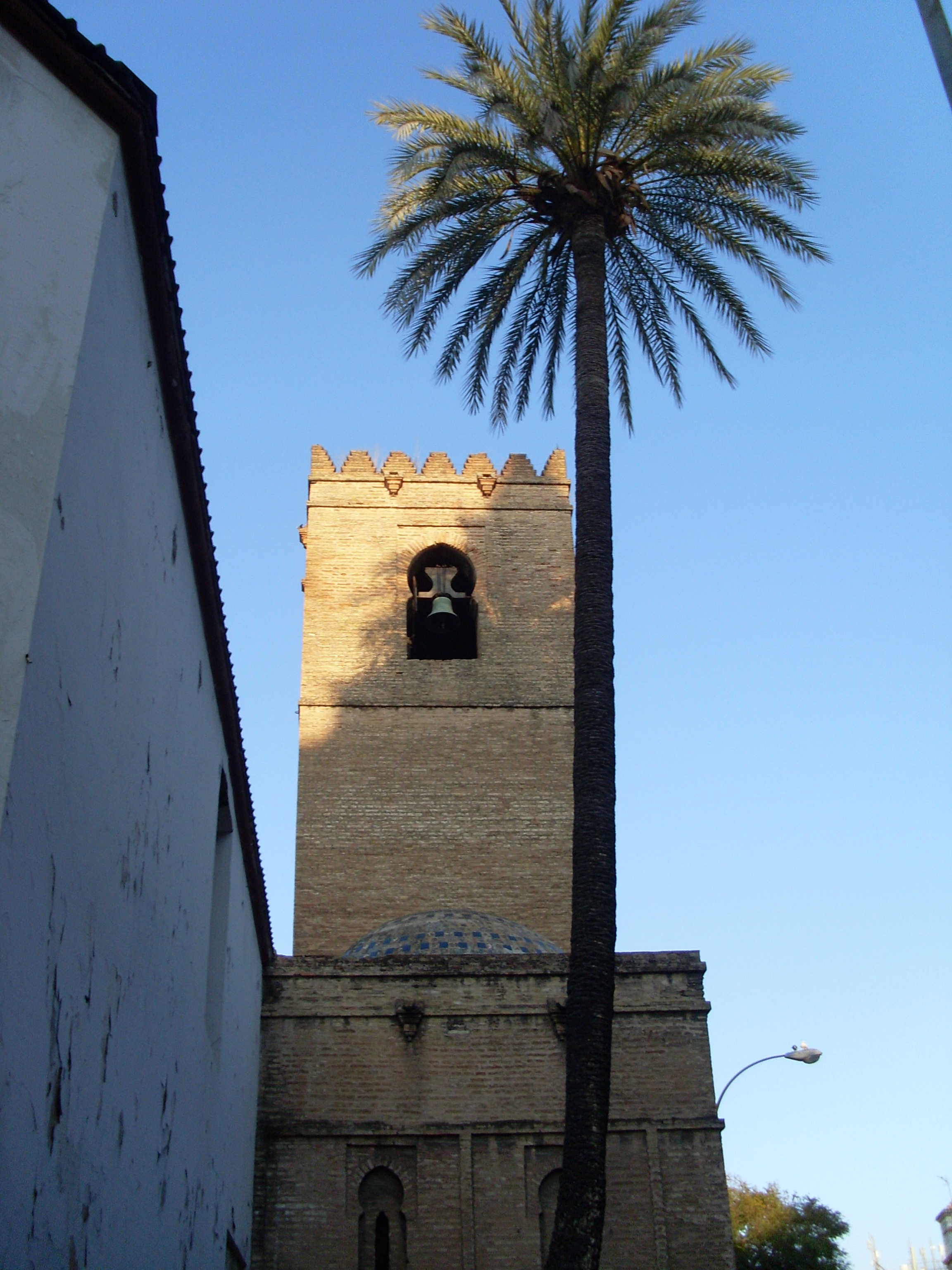
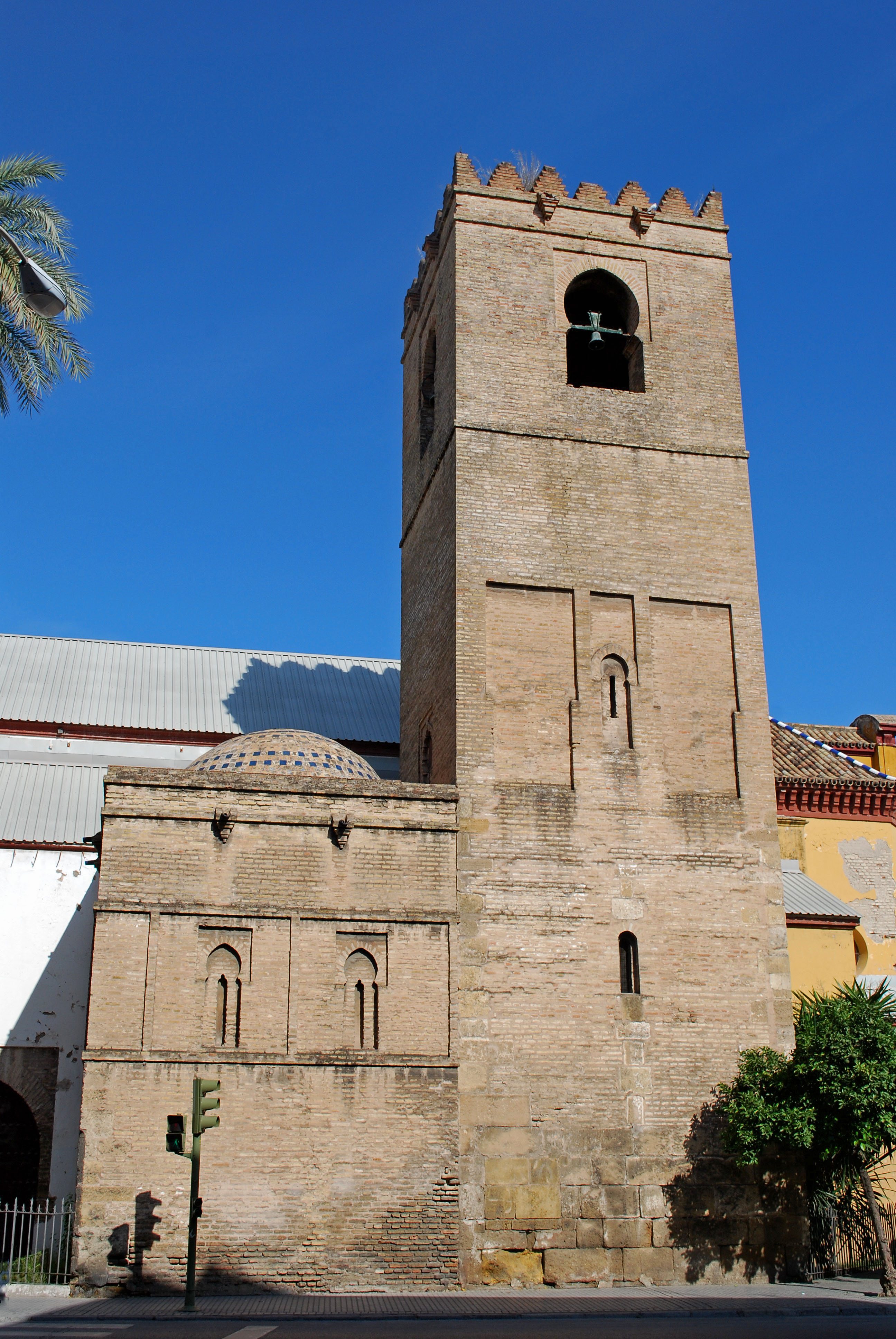
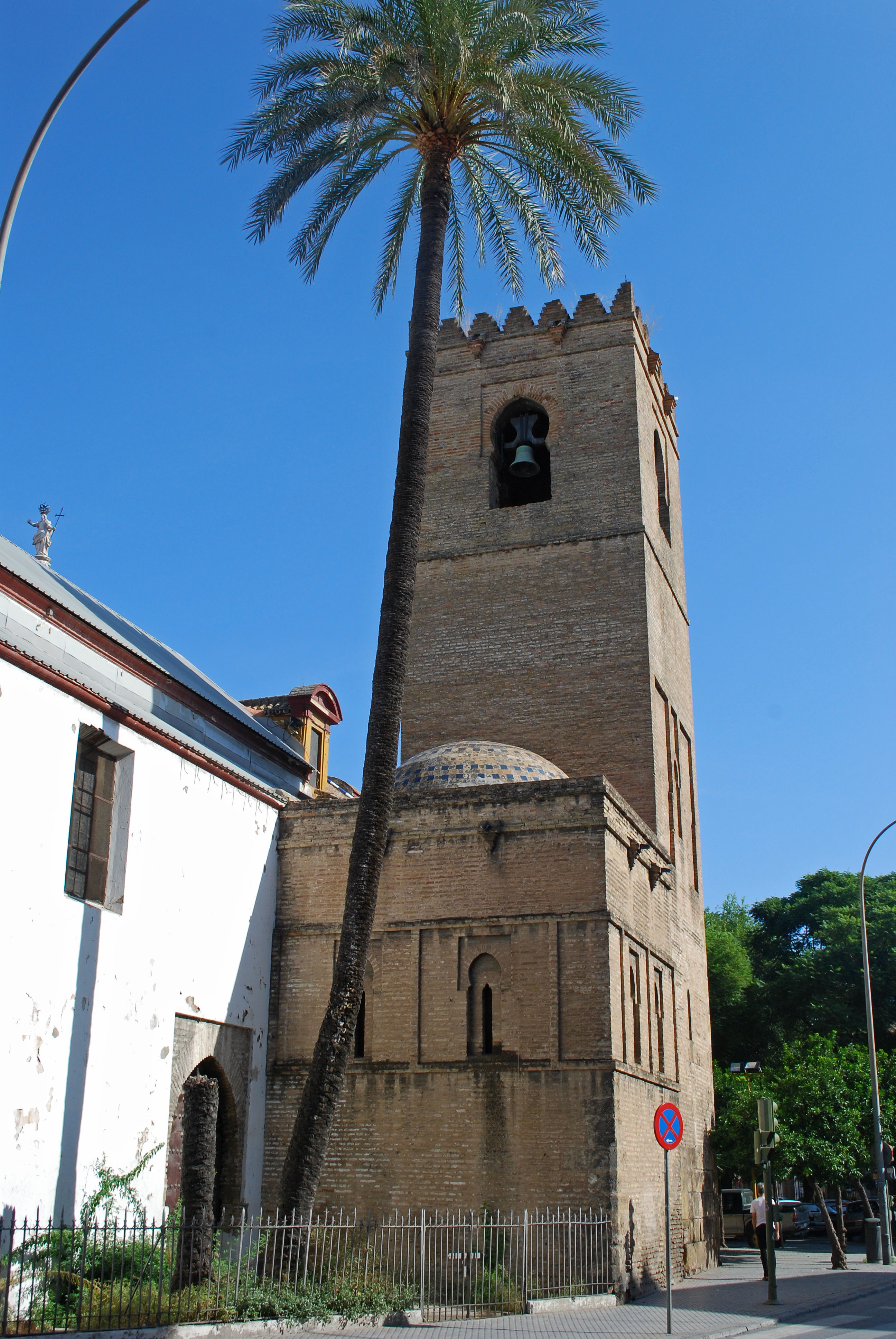
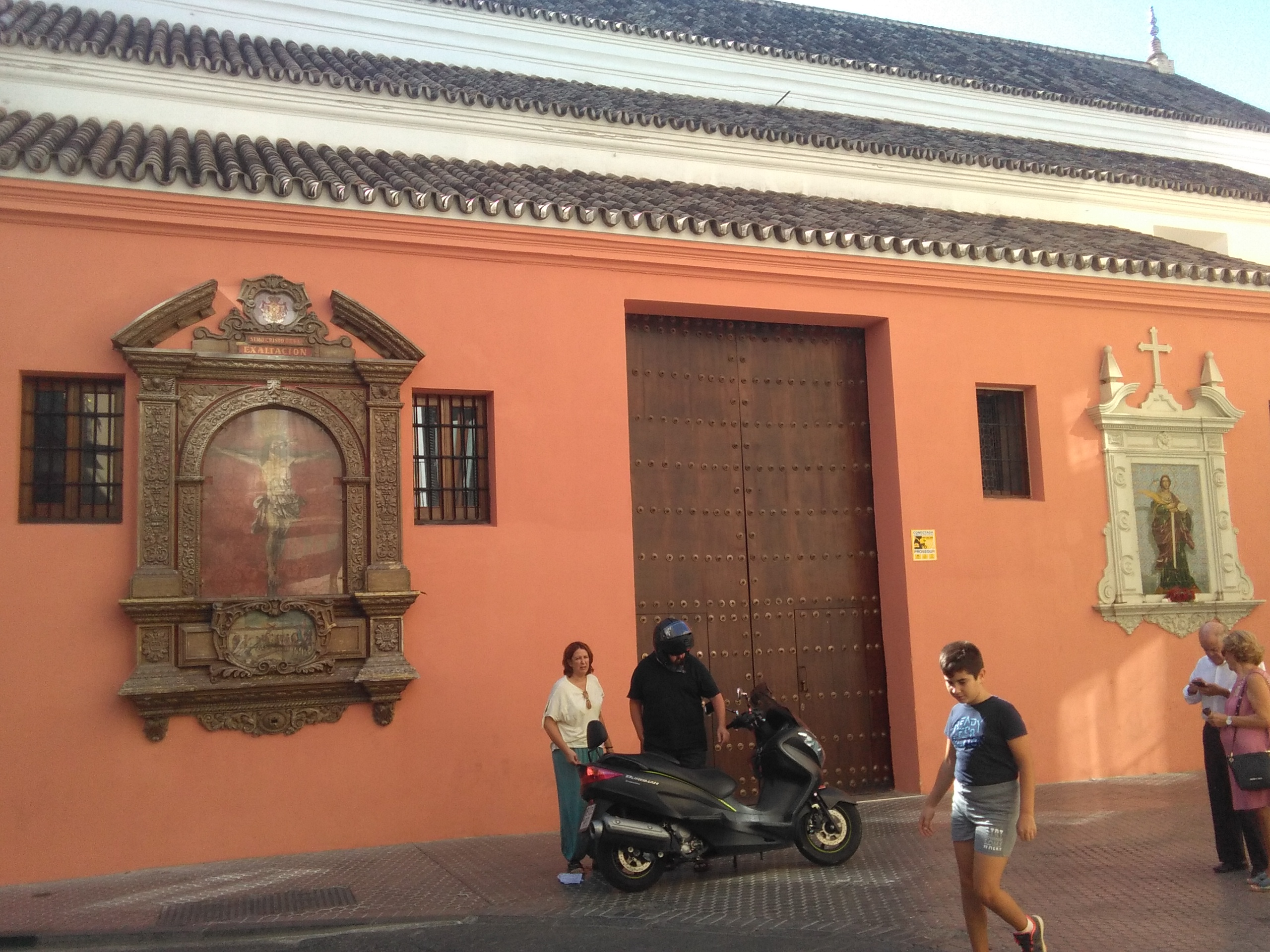